# Daniel Wolpert
Daniel Mark Wolpert (* 8. September 1963) ist ein britischer Neurowissenschaftler.
Daniel Wolpert ist Sohn des Biologen Lewis Wolpert.
Er ist Professor an der Columbia University. 
Wolpert studierte Mathematik und Medizin an der University of Cambridge. 1992 wurde er an der University of Oxford in Physiologie promoviert. Von 2005 bis 2013 war er in Cambridge Regius Professor of Engineering.

## Auszeichnungen
- 2010: Golden Brain Award
- 2012: Fellow of the Royal Society

## Schriften (Auswahl)
- Blakemore SJ, Wolpert DM, Frith CD: Abnormalities in the awareness of action. Trends Cogn Sci. 2002 Jun 1;6(6):237-242. doi:10.1016/s1364-6613(02)01907-1.
- Körding, Konrad P., and Daniel M. Wolpert: Bayesian decision theory in sensorimotor control. Trends in cognitive sciences 10.7 (2006): 319-326.
- Ingram, J. N., Körding, K. P., Howard, I. S., & Wolpert, D. M. (2008): The statistics of natural hand movements. Experimental brain research, 188, 223-236.
- Faisal, A. Aldo, Luc PJ Selen, and Daniel M. Wolpert: Noise in the nervous system. Nature reviews neuroscience 9.4 (2008): 292-303.
- Ingram JN, Wolpert DM: Naturalistic approaches to sensorimotor control. Prog Brain Res 191: 3–29, 2011. doi:10.1016/B978-0-444-53752-2.00016-3.
- Wolpert, D. M., Diedrichsen, J. & Flanagan, J. R. (2011): Principles of sensorimotor learning. Nat. Rev. Neurosci. 12, 739–751.
- McNamee, Daniel, and Daniel M. Wolpert: Internal models in biological control. Annual review of control, robotics, and autonomous systems 2.1 (2019): 339-364.
- Steinemann, N., Stine, G. M., Trautmann, E., Zylberberg, A., Wolpert, D. M., & Shadlen, M. N. (2024): Direct observation of the neural computations underlying a single decision. Elife, 12, RP90859.